# Ceriporiopsis jelicii
Ceriporiopsis jelicii (Tortič & A. David) Ryvarden & Gilb. – gatunek grzybów z rzędu żagwiowców (Polyporales).

## Systematyka i nazewnictwo
Pozycja w klasyfikacji według Index Fungorum: Ceriporiopsis, Meruliaceae, Polyporales, Incertae sedis, Agaricomycetes, Agaricomycotina, Basidiomycota, Fungi.
Po raz pierwszy opisały go w 1981 roku Milica Tortič i Alix David, nadając mu nazwę Skeletocutis jelicii. W 1993 r. Leif Ryvarden i Robert Lee Gilbertson przenieśli go do rodzaju Ceriporiopsis.

## Morfologia
Owocnik
Poliporoidalny, roczny, rozpostarty, przyrośnięty, osiągający długość do 15 cm i grubość 0,3–0,6 mm z wąskim i białym brzegiem. Powierzchnia hymenialna początkowo biała z zagłębieniami gutacyjnymi, później z brązowymi plamami. Pory okrągłe, 7-8 na mm, subikulum prawie nieistniejące, białe. Warstwa rurek biała, o grubości 0,5 mm. Owocniki w stanie świeżym mają ostry zapach.
Cechy mikroskopowe
System strzępkowy monomityczny. Strzępki generatywne ze sprzążkami, bezbarwne, cienkościenne, rozgałęzione, o średnicy 2–4 µm. Dissepiments zbudowane z gładkich, ale wystających strzępek hymenium z licznymi kryształami, kilka strzępek silniej inkrustowanych i przypominających cystydy. Cystyd brak, ale w hymenium występują liczne, cienkościenne, nieinkrustowane cystydiole o wymiarach 8–12 × 4–5 µm, ze sprzążkami u podstawy. Bazydiospory 2,5–3,5 × 1,5–2 µm, elipsoidalne, hialinowe, gładkie, cienkościenne.

## Występowanie i siedlisko
Podano stanowiska tego gatunku tylko w dwóch regionach Europy; w Alpach i na Półwyspie Skandynawskim. Brak go w opracowanej przez Władysława Wojewodę „Krytycznej liście wielkoowocnikowych grzybów podstawkowych Polski”, ale podano jego stanowiska w późniejszych latach.
Nadrzewny grzyb saprotroficzny. Występuje na martwych drzewach iglastych, w tym na jodłach, świerkach i sosnach. Wszystkie dotychczasowe stanowiska znajdowały się na silnie zbutwiałych drzewach iglastych zdegradowanych przez grzyby powodujące brunatną zgniliznę drewna.